# Begonia oreophila
Espèce
Synonymes
- Begonia nubicola Kiew[1] [2]

Begonia oreophila est une espèce de plantes de la famille des Begoniaceae.
L'espèce fait partie de la section Platycentrum.
Elle a été décrite en 2005 par Ruth Kiew (1946-…).

## Répartition géographique
Cette espèce est originaire du pays suivant : Malaisie.